# 希羅凱 (貝雷濟夫卡區)
47°29′13″N 30°37′41″E / 47.48694°N 30.62806°E
希羅凱（烏克蘭語：Широке）是位於烏克蘭西南部的村莊，由敖德萨州贝雷济夫卡区的米科萊夫卡市鎮負責管轄。該村始建於1930年，面積0.24平方公里，海拔高度100米，2001年人口3，人口密度每平方公里12.5人。